# Tubiporidae
Tubiporidae é uma família de corais da ordem Malacalcyonacea.

## Géneros
Seguem os gêneros da família:
- Bathytelesto (Bayer, 1981)
- Cyathopodium (Verrill, 1868)
- Paratelesto (Utinomi, 1958)
- Rhodelinda (Bayer, 1981)
- Rhodolitica (Breedy, van Ofwegen, McFadden & Murillo-Cruz, 2021)
- Scyphopodium (Bayer, 1981)
- Stereotelesto (Bayer, 1981)
- Stragulum (van Ofwegen & Haddad, 2011)
- Telesto (Lamouroux, 1812)
- Tubipora (Lineu, 1758)